# Starets
Un starets (del rus:стáрец, stárets) és una persona que acompleix una funció de conseller i mestre al monaquisme ortodox. Els starets són guies espirituals la saviesa dels quals s'obté per l'experiència, la intuïció, i la pregària. Es creu que a través de la pràctica de l'ascetisme i una vida virtuosa, l'Esperit Sant els proveeix de dons especials, incloent-hi l'habilitat de guarir, realitzar profecies i proveir una guia i direcció espiritual efectiva.